# Srednjovjekovna filozofija
Poslije propasti Zapadnog Rimskog Carstva (476.) završava antičko razdoblje. 

## Društveni uvjeti
- Vrijeme formiranja i razvoja feudalizam
- Osnovna grana privrede je poljoprivreda
- Rasparčanost naroda po feudima
- Dvije osnovne klase: feudalci i kmetovi
- Crkva je snažan feudalac i nosilac cijelog sustava
- Snažan religiozni osjećaj prenosi se na sve oblike života

## Kršćanska skolastika
- Ivan Skot Eriugena (810. - )
- Roscelin (oko 1050. - oko 1122.)
- Petar Abelard (1079. – 1142.)
- Hugo od sv. Viktora
- Albert Veliki (1200. – 1280.)
- Toma Akvinski (1225. – 1274.)
- Duns Scot (1266. – 1308.)
- William Occam (1285. – 1349.)
- Nikola iz Oresma

## Islamska skolastika i židovski predstavnici
- Al Kindi
- Al Farabi
- Ibn Sina (Avicena)
- Ibn Rušd (Averoes)
- Ibn Daud (Abraham ben David Halevi)
- Ibn Gabirol Solomon (Avicebron)
- Ibn Kaldum (Abd al-Raman)
- Majmonid

## Filozofske teme
- Problem univerzalija